# Dolores Checa
Dolores Checa Porcel (Silla (Valencia) 27 de diciembre de 1982) es una atleta española que compite en atletismo. Es hermana de la también atleta Isabel Checa.
Sus especialidades son 10.000 metros, los 5.000 metros y los 3.000 metros. 

## Palmarés
En campeonatos de España ha logrado: 
- En 3.000 metros lisos: Campeona de España P.C. 2007 y 2011
- En 5.000 metros lisos: Campeona de España A.L. 2008, 2011, 2013 y 2014
- En 10.000 metros lisos: Campeona de España A.L. 2014

En campeonatos internacionales ha logrado:
- Campeonato del Mundo Moscú 2013, en 5000ml (10.º puesto)
- Campeonado de Europa de Clubes 2013, en 5.000ml (5.º puesto)
- Campeonato de Europa por Equipos 2011, en 5.000 ml (1.er puesto)
- Campeonato de Europa pista cubierta 2011, en 3.000 ml (4.º puesto)
- Campeonato de Europa de Clubes 2009, en 3.000 ml (3.er puesto)
- Campeonato de Europa por equipos 2009, en 5.000 ml (1.er puesto)
- Copa de Europa primera división 2008, en 3.000 ml (1.er puesto)
- Copa de Europa de Clubes 2008, en 3.000 ml (2.º puesto)
- Juegos Olímpicos de Pekín 2008, 5.000 ml (semifinal)
- Mundial de Osaka 2007 en 1.500 ml (Semifinal)
- Copa de Europa Superliga 2007, en 3.000 ml (3.er puesto)
- Campeonato de Europa pista cubierta 2007, en 3.000 ml (8.º puesto)

Sus mejores marcas son:
- En 10.000: 32:22 (Madrid, 2014)
- En 5.000: 14:46.30 (Oslo, 2011)
- En 3.000: 8:37 (Mónaco, 2008)
- En 1.500: 4:02 (Atenas, 2008)
- En 800: 2:07 (Alcalá de Henares, 2007)

## Vida personal
En el 2009-2010 tuvo un parón deportivo debido a su primogénita: Paula. El año 2012 tuvo otro parón para dar a luz a su segundo hijo, Alejandro. Estuvo casada con Daniel Lombardero, exatleta de 1500 m madrileño del Club A.D. Marathón . Actualmente y desde el año 2006 entrena en Madrid con Antonio Serrano en el CAR de Madrid. Pertenece al club Nike, después de haber pasado por Playas de Castellón y Valencia Club de Atletismo